# Arșița, Vrancea
Arșița este un sat în comuna Andreiașu de Jos din județul Vrancea, Muntenia, România. Se află în partea centrală a județului, în Subcarpații de Curbură. La recensământul din 2002 avea o populație de 235 locuitori.